# Kutowa
Kutowa (Kutowaja) – wieś w Polsce położona w województwie podlaskim, w powiecie hajnowskim, w gminie Narew. 
W latach 1975–1998 miejscowość administracyjnie należała do województwa białostockiego.

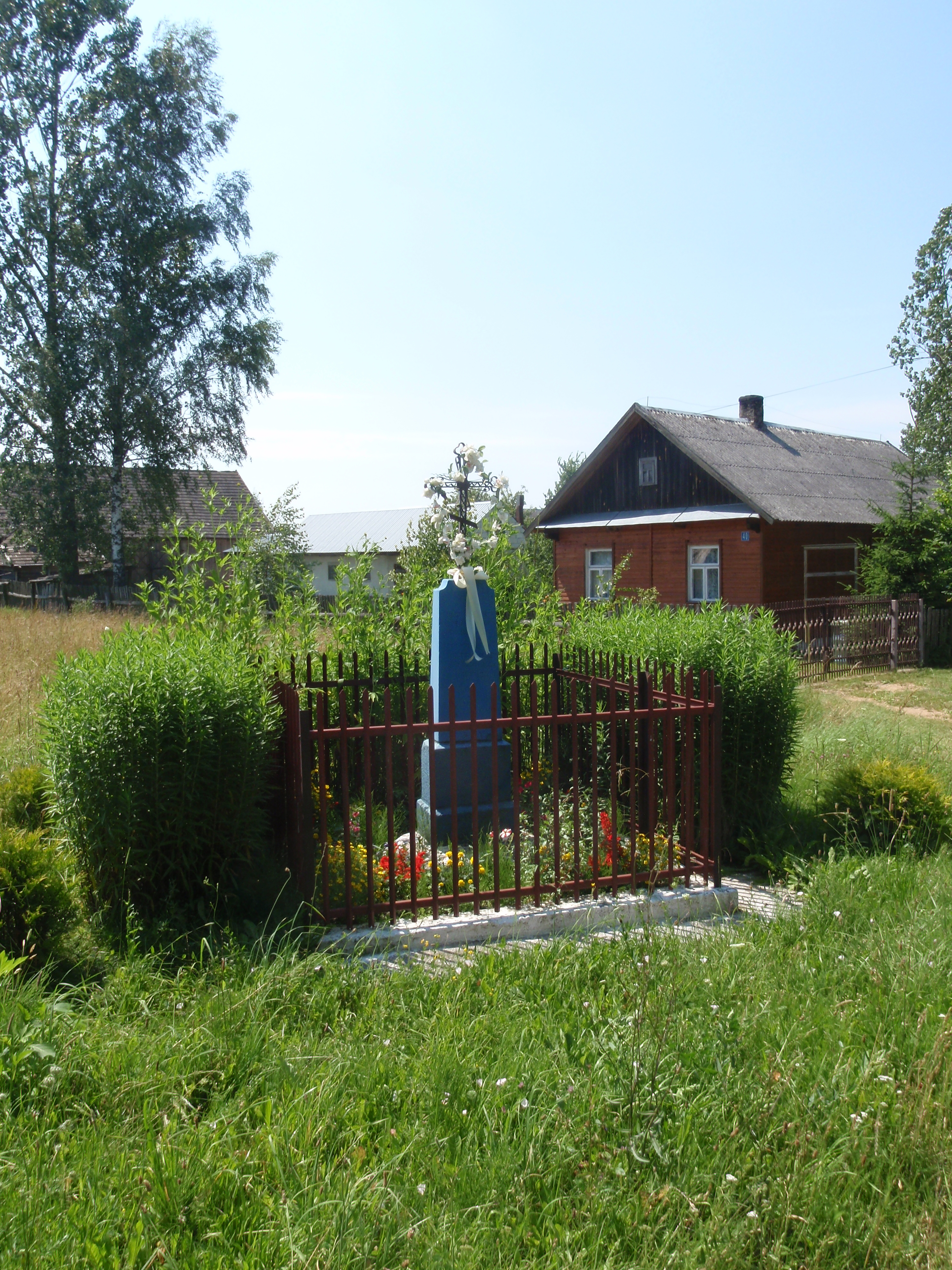
Prawosławny krzyż wotywny

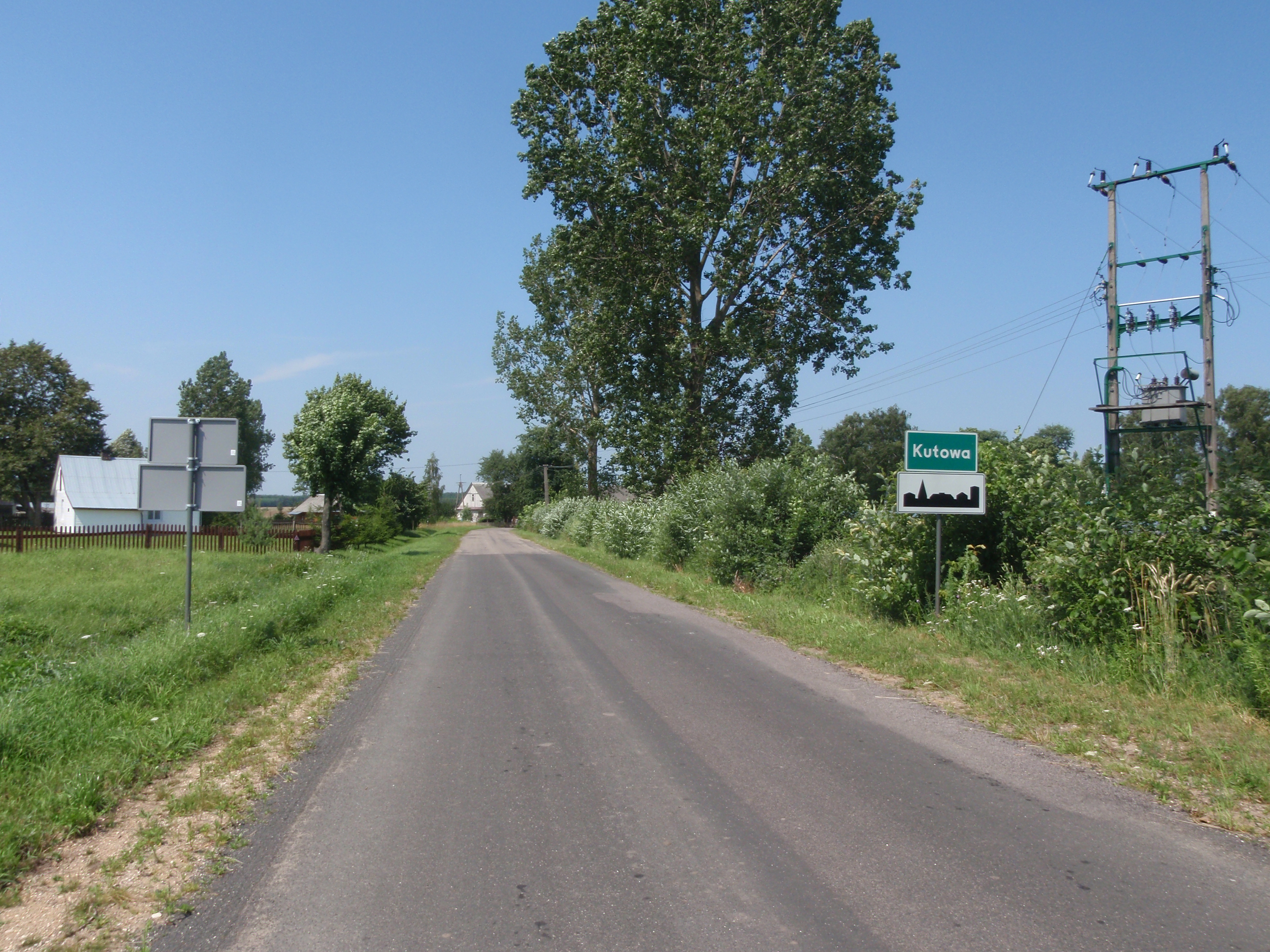
Wjazd do wsi

## Pochodzenie nazwy
Nazwa wsi pochodzi od nazwy osobowej Kut lub Kuta, utworzonej od imienia cerkiewnego Kutonij. W niektórych wykazach występowała w formie Kutowaja; taka też była oficjalna nazwa gromady funkcjonującej w latach 1933–1954 w gminie Łosinka/Narew ze wschodniosłowiańskim sufiksem -owaja, prawdopodobnie pod wpływem lokalnej wymowy.

## Historia
Istniejące w pobliżu wsi kurhany świadczą o tym, że okolice wsi były zasiedlone między I a V wiekiem n.e., przypuszczalnie przez plemiona germańskie Gotów i Gepidów wiązanych z kulturą wielbarską. Obecna wieś powstała w drugiej połowie XVIII wieku, nazywała się wtedy – Kutowa Pasieka. Nazwa ta świadczy, że pierwotnym zajęciem mieszkańców było bartnictwo.
W 1915 roku niemal wszyscy mieszkańcy wsi udali się w głąb Rosji, w ramach bieżeństwa. W 1945 roku do Białoruskiej SRR wyjechało sześciu gospodarzy (efekt namów ze strony sowieckich agitatorów).
Kutowa zawsze była niewielką wsią. W XIX i na początku XX wieku liczyła około 15 domów. W 1939 liczba domów sięgnęła 39, zamieszkiwało je 191 osób, natomiast w 1952 roku wieś liczyła 25 domów i 135 mieszkańców. W roku 2007 we wsi mieszkało 39 osób.

## Religia
Mieszkańcy wsi wyznania prawosławnego, należą do parafii w Łosince. Według stanu parafii z 31 grudnia 2007 roku, 39 parafian pochodziło z Kutowy.
Wierni kościoła rzymskokatolickiego należą do parafii Wniebowzięcia Najświętszej Maryi Panny i św. Stanisława Biskupa i Męczennika w Narwi.